# Bertula phlegeusalis
Bertula phlegeusalis — вид еребід з роду Bertula підродини совок-п'ядунів, який зустрічається в Малайзії, о. Борнео. Раніше його відносили до монотипового роду Eordaea або до роду Elyra Walker, 1859.